# Biblioteka Miejska w Cieszynie
Biblioteka Miejska w Cieszynie – biblioteka główna w Cieszynie. Jest kluczową oraz najważniejszą instytucją kształtującą czytelnictwo w środowisku lokalnym, uhonorowaną za swą działalność w 2011 roku Nagrodą im. ks. Leopolda Jana Szersznika.

## Historia
Historia Biblioteki rozpoczyna się już w 1935 roku. Placówka prowadzona przez Koło Macierzy Szkolnej przejęła na własność zbiory Czytelni Ludowej, pełniąc jednocześnie funkcje biblioteki miejskiej. W 1938 roku księgozbiór liczył 8000 woluminów, korzystało z niego już 1700 czytelników.
W 1945 roku Ludwika Rabinowa, późniejsza pierwsza kierowniczka biblioteki, przejęła rolę koordynatora działań związanych z reaktywacją placówki. W oparciu o dekret w sprawie bibliotek i zbiorów bibliotecznych, 1 lutego 1946 roku biblioteka pod nazwą Miejska Biblioteka Publiczna rozpoczęła swoją działalność. Siedzibą stała się zabytkowa kamienica przy ulicy Głębokiej 15, gdzie Biblioteka mieści się do dziś.
W latach 1959–1973 utworzono 3 Filie. W 1975 roku Biblioteka zaczęła pełnić obowiązki placówki rejonowej dla bibliotek publicznych powiatu cieszyńskiego w Ustroniu, Wiśle, Skoczowie, Strumieniu, Brennej, Chybiu, Dębowcu, Goleszowie, Hażlachu oraz Istebnej.
W 1992 roku następuje zmiana nazwy - dotychczasową „Miejska Biblioteka Publiczna” zastąpiła „Biblioteka Miejska”. W 2001 roku powierzono Bibliotece obowiązki biblioteki powiatowej. Koordynuje działalność bibliotek publicznych w powiecie cieszyńskim. Od 2003 roku rozpoczyna się realizacja projektów dofinansowywanych ze środków Unii Europejskiej. W 2004 roku rozpoczął się proces katalogowania zbiorów biblioteki za pomocą programu MAK. Od 1999 roku w wypożyczalni dla dorosłych uruchomiono moduł obsługi wypożyczeń i zaczęto udostępniać zbiory czytelnikom przy pomocy komputera.
W styczniu 2017 pożar w pomieszczeniu wypożyczalni dla dorosłych strawił część zbiorów i sprzęt biblioteczny. Straty wyniosły ok. 150 tys. zł. W akcję odnowienia księgozbioru zaangażowali się darczyńcy z Cieszyńskiego oraz całej Polski.

## Struktura
- Dział gromadzenia i opracowania zbiorów
- Wypożyczalnia dla dorosłych
- Czytelnia ogólna, Czytelnia internetowa „Ikonka”
- Oddział dla dzieci

## Filie
- Filia nr 1 (Cieszyn, ul. Wąska 2)
- Filia nr 2 (Cieszyn, ul. Cienciały 1)
- Filia nr 3 (Cieszyn, ul. Kamienna 3c)
- Filia Specjalistyczna nr 4 dla osób niewidomych i słabowidzących (Cieszyn, ul. Srebrna 6)